# Henrik Enderlein

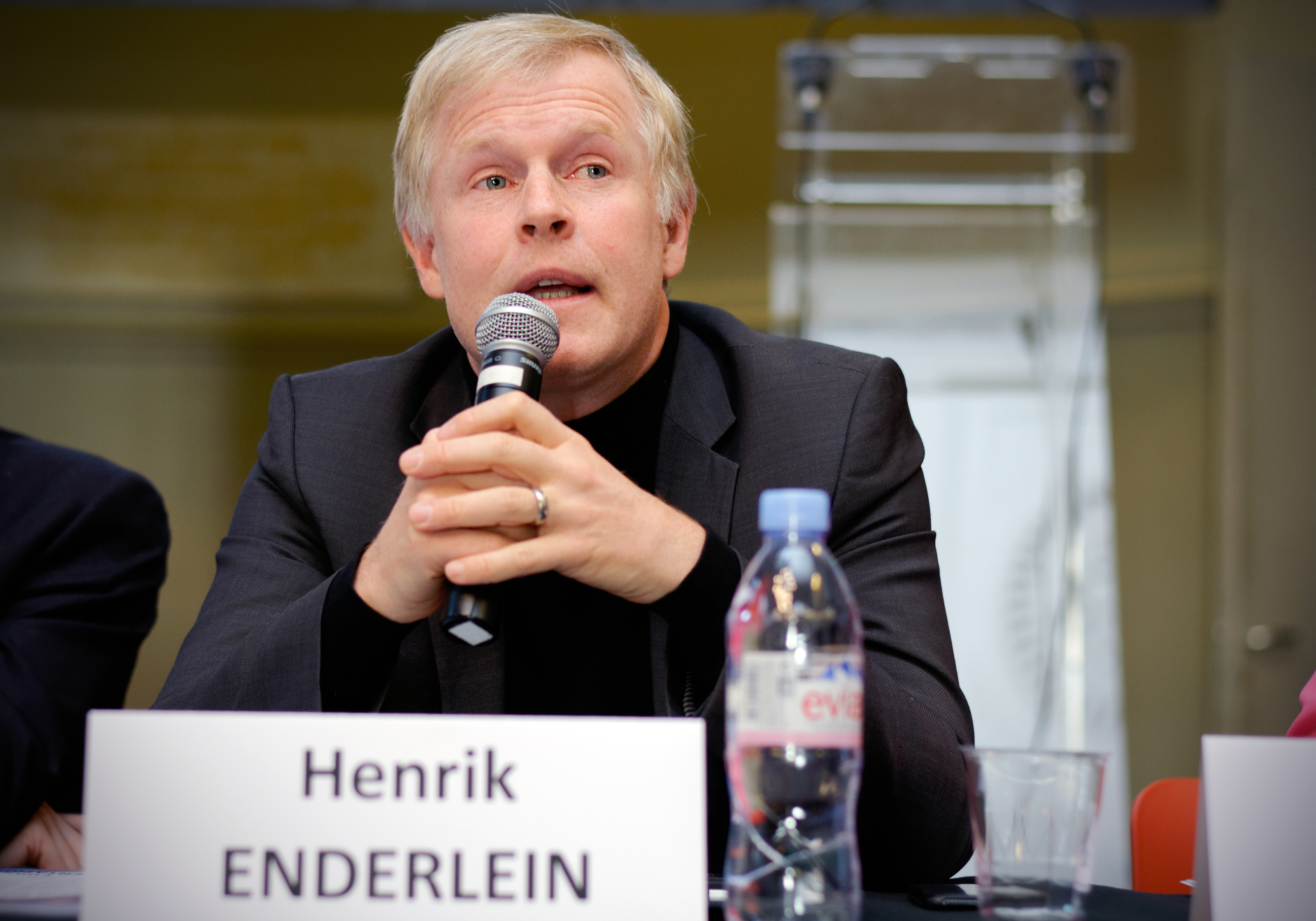
Henrik Enderlein (2017)

Henrik Enderlein (* 13. September 1974 in Reutlingen; † 27. Mai 2021 in Berlin) war ein deutscher Politik- und Wirtschaftswissenschaftler, der als Präsident und Professor für Politische Ökonomie an der Hertie School in Berlin sowie Direktor des Think Tanks „Jacques Delors Centre“ tätig war.

## Leben
Enderlein verbrachte seine Kindheit in Tübingen. Sein Vater ist der ehemalige FDP-Politiker Hinrich Enderlein. Sein Abitur absolvierte er im Jahr 1994 in einer Waldorfschule in Berlin.
In den Jahren 1995 bis 1998 studierte er Politik- und Wirtschaftswissenschaften am Science Po in Paris. Dem folgte ein Promotionsstipendium an der Columbia University in New York von 1998 bis 1999. In den Jahren 1999 bis 2001 war er wissenschaftlicher Mitarbeiter am Max-Planck-Institut für Gesellschaftsforschung in Köln. Erstgutachter seiner Dissertation war Michael Zürn an der Universität Bremen.
In den Jahren 2001 bis 2003 arbeitete er bei der Europäischen Zentralbank und wurde mit 29 Jahren Juniorprofessor für Wirtschaftswissenschaften an der Freien Universität Berlin (FB Wirtschaftswissenschaften und John F. Kennedy Institut). Im Jahr 2005 wurde er in die Gründungsfakultät der Hertie School of Governance in Berlin berufen, wo er von 2007 bis 2012 auch Vizerektor war. Enderlein war dort Professor für Politische Ökonomie. Seit 2018 war er Präsident der Hertie School of Governance.
Mitte Februar 2021 gab er mit Wirkung zum Ende des Monats seinen Rücktritt als Präsident der Hertie School aufgrund einer Krebserkrankung bekannt.
Von 2006 bis 2007 war Enderlein Fulbright-Ehrenprofessor an der Duke University (USA). Von 2010 bis 2012 gehörte Enderlein als Sachverständiger der Enquete-Kommission Wachstum, Wohlstand, Lebensqualität des Bundestages an. Wegen seiner Berufung nach Harvard schied er im Frühjahr 2012 aus der Kommission aus.
Im Jahr 2011 beauftragten ihn Jacques Delors und Helmut Schmidt, für den Think-Tank Notre Europe eine Studie zur Zukunft des Euroraums zu koordinieren, die im Frühsommer 2012 erschien. Im akademischen Jahr 2012–2013 war er der Pierre Keller-Gastprofessor für Wirtschaftspolitik an der Harvard Kennedy School und am Weatherhead Center for International Affairs der Harvard University.
Im Jahr 2013 wurde Enderlein als Sachverständiger in den unabhängigen Beirat des Stabilitätsrats gewählt. Die Finanzminister der Länder wählten ihn einstimmig in das Gremium, wo er gemeinsam mit weiteren Experten den Stabilitätsrat mit Experteneinschätzungen und Analysen unterstützen sollte.
Im Jahr 2014 wurde er Gründungsdirektor des Jacques Delors Instituts – Berlin, das auf Initiative des Ex-EU-Kommissionschefs Jacques Delors gegründet wurde.
Enderlein war Mitglied im Wissenschaftlichen Beirat des Wissenschaftskollegs zu Berlin,
im Kuratorium der Alfred Herrhausen Gesellschaft, im wissenschaftlichen Beirat des Think Tanks Das Progressive Zentrum sowie im Beirat der Stiftung Genshagen.
Er war außerdem Mitglied der SPD.
Seit 2019 war er Mitglied der Transatlantischen Task Force des German Marshall Funds und der Bundeskanzler-Helmut-Schmidt-Stiftung.
Henrik Enderlein war verheiratet und hatte vier Kinder. Im Mai 2021 erlag er einem Hautkrebsleiden (Melanom). Er wurde auf dem Waldfriedhof Dahlem (Feld 006-2) beigesetzt.

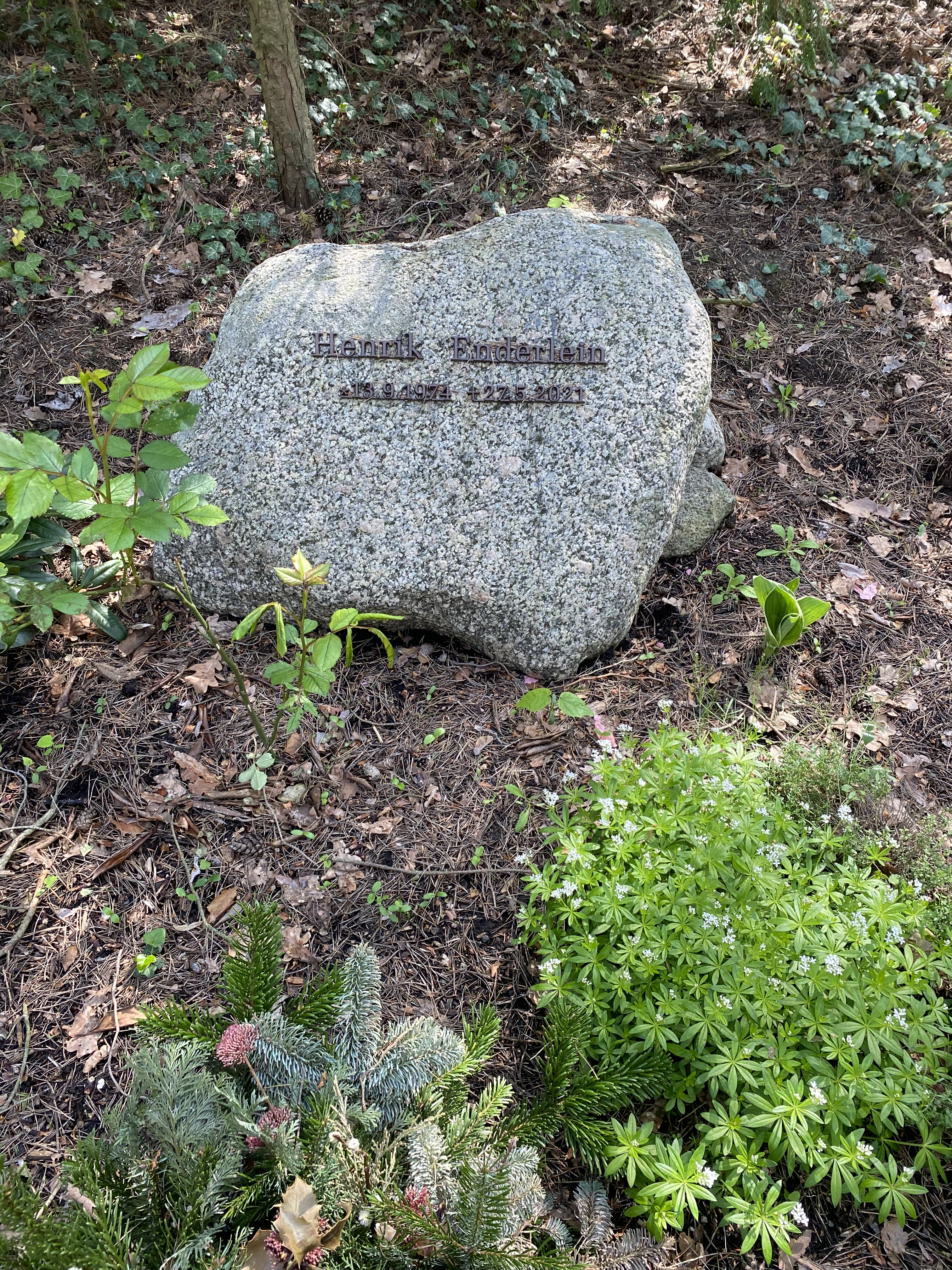
Grabstätte auf dem Waldfriedhof Dahlem

## Schwerpunkte der wissenschaftlichen Arbeit
Enderlein beschäftigte sich mit Fragen der angewandten Wirtschaftspolitik. Schwerpunkte waren internationale Wirtschafts- und Finanzbeziehungen, Europäische Wirtschafts- und Währungsintegration, Schuldenkrisen und EU-Haushalt.
Nach dem Beginn der Krise im Euroraum plädierte Enderlein für eine gemeinsame Wirtschafts- und Finanzpolitik als einzig mögliche Antwort auf die Krise.
In einem Gespräch mit Jürgen Habermas, Joschka Fischer und Christian Calliess für die Blätter für deutsche und internationale Politik befürwortete er eine „Flucht nach vorn: eine gemeinsame europäische Wirtschafts- und Sozialpolitik“.
Enderlein galt zudem als Experte für Staatsbankrotte und Umschuldungen.
Von 2006 bis 2012 leitete er ein von der Deutschen Forschungsgemeinschaft finanziertes Projekt über Schuldenkrisen und Staatsbankrotte innerhalb des Sonderforschungsbereichs 700: „Governance in Räumen begrenzter Staatlichkeit: Neue Formen des Regierens?“.
Im Jahr 2012 sprach sich Enderlein in einem kontrovers diskutierten Gutachten für die Landesregierung Baden-Württemberg mit Koautoren für einen harten Konsolidierungskurs und die Aufnahme einer Schuldenbremse in die Landesverfassung aus.
Enderlein gehörte zur „Glienicker Gruppe“, bestehend aus elf deutschen Ökonomen, Juristen und Politikwissenschaftlern, die im Herbst 2012 einen Vorschlag für eine „Euro-Union“ vorlegte.

„[…] Wir müssen damit leben, dass die Mehrheit der Menschen nutzenmaximierend und rational vorgeht. Wenn das System falsch ist, müssen wir eben über das System reden und Anreize schaffen, dass es besser funktioniert.“

## Auszeichnungen
- 2003: Otto-Hahn-Medaille der Max-Planck-Gesellschaft

## Ausgewählte Veröffentlichungen
- Nationale Wirtschaftspolitik in der europäischen Währungsunion. Campus, 2004.
- mit Sonja Wälti und Michael Zürn (Hrsg.): Handbook on Multi-Level Governance. Edward Elgar Publishing, 2010.
- The euro and political union: do economic spillovers from monetary integration affect the legitimacy of EMU? In: Journal of European Public Policy. Band 13, Heft 7, Sep 2006, S. 1133–1146.
- Adjusting to EMU: The impact of monetary union on domestic fiscal and wage-setting institutions. In: European Union Politics. 7/1, März 2006, S. 113–140.
- EMU’s Teenage Challenge: what have we learned and can we predict from Political Science? In: Journal of European Public Policy. 16:4, Juni 2009, S. 490507.
- mit Laura von Daniels und Christoph Trebesch: Sovereign Debt Disputes. In: Journal of International Money and Finance. Band 31, Heft 2, März 2012, S. 250–266.